# Stroudsburg
Stroudsburg es un borough ubicado en el condado de Monroe en el estado estadounidense de Pensilvania. En el año 2000 tenía una población de 6,674 habitantes y una densidad poblacional de 1,252.9 personas por km².

## Geografía
Stroudsburg se encuentra ubicado en las coordenadas 41°59′9″N 75°11′43″O / 41.98583, -75.19528.

## Demografía
Según la Oficina del Censo en 2000 los ingresos medios por hogar en la localidad eran de $32,409 y los ingresos medios por familia eran $47,500. Los hombres tenían unos ingresos medios de $331,952 frente a los $26,863 para las mujeres. La renta per cápita para la localidad era de $18,965. Alrededor del 19.3% de la población estaba por debajo del umbral de pobreza.